# Platybunus
Platybunus – rodzaj kosarzy z podrzędu Eupnoi i rodziny Phalangiidae.

## Opis
Przedstawiciele rodzaju mają bardzo duży i szeroki wzgórek oczny, który nad oczami opatrzony jest małą gałeczką położoną na szwie. Od trzeciego członu nogogłaszczków odchodzi gałązka o oszczecinionym wierzchołku. Duża, napuchnięta prosoma przekracza szerokością opistosomę. 

## Występowanie
Kosarze te zamieszkują Europę oraz Sumatrę. W Polsce występują 2 gatunki
: Platybunus bucephalus (C.L. Koch, 1835) oraz Platybunus pallidus Šilhavy, 1938.

## Systematyka
Opisano dotąd 22 gatunki kosarzy z tego rodzaju:
- Platybunus arbuteus Simon, 1879
- Platybunus alpinorelictus J. Martens, 1978
- Platybunus anatolicus Roewer, 1956
- Platybunus bucephalus (C.L.Koch, 1835)
- Platybunus buresi Silhavý, 1965
- Platybunus decui Avram, 1968
- Platybunus femoralis Roewer, 1956
- Platybunus hadzii Kratchvil, 1935
- Platybunus hypanicus (Silhavý, 1966)
- Platybunus jeporum Avram, 1968
- Platybunus juvarae Avram, 1968
- Platybunus kratochvili Hadzi, 1973
- Platybunus mirus Loman, w: Weber, 1892
- Platybunus nigrovittatus Simon, 1879
- Platybunus hungaricus Szalay, 1949
- Platybunus pallidus Silhavý, 1938
- Platybunus pinetorum (C.L.Koch, 1839)
- Platybunus placidus Simon, 1879
- Platybunus pucillus Roewer, 1952
- Platybunus strigosus (L.Koch, 1867)
- Platybunus triangularis (Herbst, 1799)